# همه‌پرسی ۱۹۶۰ آفریقای جنوبی
همه‌پرسی ۱۹۶۰ آفریقای جنوبی (انگلیسی: 1960 South African republic referendum) به منظور تأسیس جمهوری آفریقای جنوبی انجام شد. حزب راستگرای ملی که تحت تسلط بوئرها بود از طرفداران تأسیس جمهوری بود. این حزب از سال ۱۹۴۸ به قدرت رسیده بود و به دنبال تأسیس نظامی در قالب جمهوری بود. در این همه‌پرسی که صرفاً سفیدپوستان حق رای داشتند ۵۲٫۲۹ درصد از رای‌دهندگان به این پرسش که (آیا زمان آن فرا رسیده‌است که آفریقای جنوبی تبدیل به یک جمهوری شود؟) پاسخ آری دادند. سرانجام در ۳۱ مه ۱۹۶۱ جمهوری تأسیس شد.

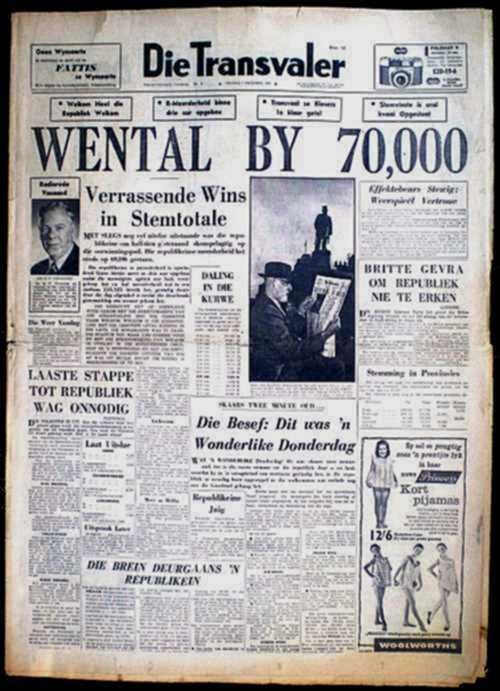
صفحه نخست یک روزنامه که از رای مثبت ۷۰۰۰ نفری همه‌پرسی خبر می‌دهد

## پیش‌زمینه
علیرغم شکست تجربه دو جمهوری بوئرها (جمهوری آفریقای جنوبی (همچنین به عنوان ترانسوال) و ایالت آزاد نارنجی) احساسات جمهوری طلبانه در اتحادیه آفریقای جنوبی در بین آفریکانس‌ها همچنان قوی بود. در سال ۱۹۴۰، مالان، همراه با هرتزوگ حزب متحد ملی (به آفریکانس Herenigde Nasionale Partyبه انگلیسی "Reunited National Party") را تأسیس کردند تا به هدف مشترکشان مبنی بر تأسیس یک جمهوری مستقل و آزاد که مرحله به مرحله از پادشاهی بریتانیا مستقل می‌شود نائل شوند.

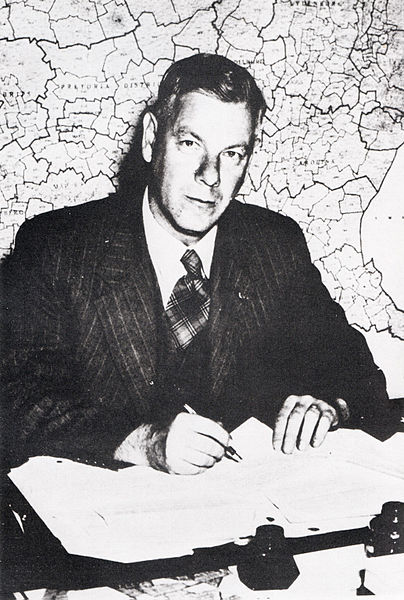
هندریک وروورد، سردبیر یکی از روزنامه‌های جمهوری‌خواه و بعدتر نخست‌وزیر آفریقای جنوبی

در آن سال، کمیسیونی که توسط برودرباند منصوب شد، برای تهیه پیش نویس قانون اساسی جمهوری که در آینده تأسیس می‌شد تشکیل جلسه داد. دراین افراد شاخصی از جمله وزرای آینده حزب ملی، مانند هندریک وروورد، آلبرت هرتزوگ و ابن دونگس حاضر بودند.
در سال ۱۹۴۲، جزئیات پیش‌نویس قانون اساسی جمهوری در روزنامه‌های آفریکانسی زبان مانند بوئر ها(Die Burger)و ترانسوالر ها(Die Transvaler) منتشر شد، بر اساس این پیش نویس رئیس‌جمهور منحصراً توسط شهروندان سفیدپوستی که به عنوان بوئرها شناخته می‌شدند، انتخاب می‌شد و رئیس‌جمهور «فقط در برابر خدا مسئول بود… اقدامات او در راستای انجام وظایفش، با کمک یک شورای اجتماعی با اختیاراتی منحصراً مشورتی، اعمال می‌شد و در جمهوری آفریکانس اولین زبان رسمی و انگلیسی به عنوان زبان تکمیلی خواهد بود. در مورد ادامه عضویت در جامعه مشترک المنافع، نظر برودرباند این بود که «خروج هر چه سریعتر از جامعه مشترک المنافع هدف اصلی جمهوری ما باقی می‌ماند».
در طول سفر جورج ششم و خانواده اش به آفریقای جنوبی در سال ۱۹۴۷، روزنامه‌های آفریکانسی زبان عمداً سفر خانواده سلطنتی را نادیده گرفتند و تنها به «خیابان‌های شلوغ» ژوهانسبورگ اشاره کرند. این در حالی بود که، روزنامه راست‌گرای اوسوا برندواگ (Ossewa Brandwag) آشکارا این سفر را محکوم کرد و اعلام کرد که به نام و به خاطر این سلطنت، ۲۷۰۰۰ زن و کودک بوئر به قتل رسیده‌اند.
در سال ۱۹۴۸ حزب ملی برای کم‌اهمیت جلوه دادن موضوع جمهوری تلاش کرد و سعی بر تکیه بر مسائل نژادی داشت. جانشین مالان در پست نخست‌وزیری، جی جی استریجدوم، موضوع جمهوری را کم‌اهمیت جلوه داد و اظهار داشت که تا قبل از سال ۱۹۵۸ هیچ گامی در جهت این هدف برداشته نخواهد شد. با این حال، او بعداً بر تعهد حزبش به جمهوری و همچنین پرچم واحد ملی تأکید کرد. استریجدوم اظهار داشت در خصوص این موضوع که آیا آفریقای جنوبی یک جمهوری در داخل یا خارج از کشورهای مشترک المنافع خواهد بود، «با توجه به شرایط حاکم» بعد تر تصمیم‌گیری خواهد شد.
وروورد در سال ۱۹۵۸ نخست‌وزیر شد و در پارلمان سخنرانی کرد و در آن اعلام کرد:
 اساس مبارزه ما در تمام این سال‌ها حول این محور بوده‌است: ناسیونالیسم علیه امپریالیسم. این مبارزه از سال۱۹۱۰ آغاز شده‌است: شعار ما این است جمهوری در مقابل پیوند سلطنتی… ما صریحاً و به وضوح برای استقرار جمهوری به روش صحیح و در زمان مناسب تلاش می‌کنیم.
در سال ۱۹۶۰، وروورد اعلام کرد که قصد دارد یک رفراندوم مختص سفیدپوستان در مورد استقرار جمهوری برگزار کند و لایحه‌ای در این زمینه در ۲۳ آوریل همان سال به پارلمان تقدیم شد. متعاقباً قانون رفراندوم در ۳ ژوئن ۱۹۶۰ به تصویب رسید.
قبل از اینکه در سال ۱۹۵۸ وروورد به عنوان نخست‌وزیر برگزیده شود، استریجدوم سن رأی دادن برای سفیدپوستان را از ۲۱ سال به ۱۸ سال کاهش داده بود. آفریکانس‌هایی که بیشتر از سفیدپوستان انگلیسی زبان طرفدار حزب ملی بودند، به‌طور متوسط از آنها جوان‌تر بودند و نرخ زاد و ولد بالاتری داشتند. علاوه بر این، رنگین پوستان حق رأی دادن نداشتند و واجد شرایط شرکت در همه‌پرسی نبودند.
به امید جلب حمایت مخالفان جمهوری و به‌ویژه سفیدپوستان انگلیسی زبان وروورد پیشنهاد کرد که تغییرات در قانون اساسی حداقلی باشد و ملکه به عنوان رئیس دولت بارئیس‌جمهور جایگزین شود مشروط به این که سمت وی یک پست تشریفاتی و نه اجرایی باشد.

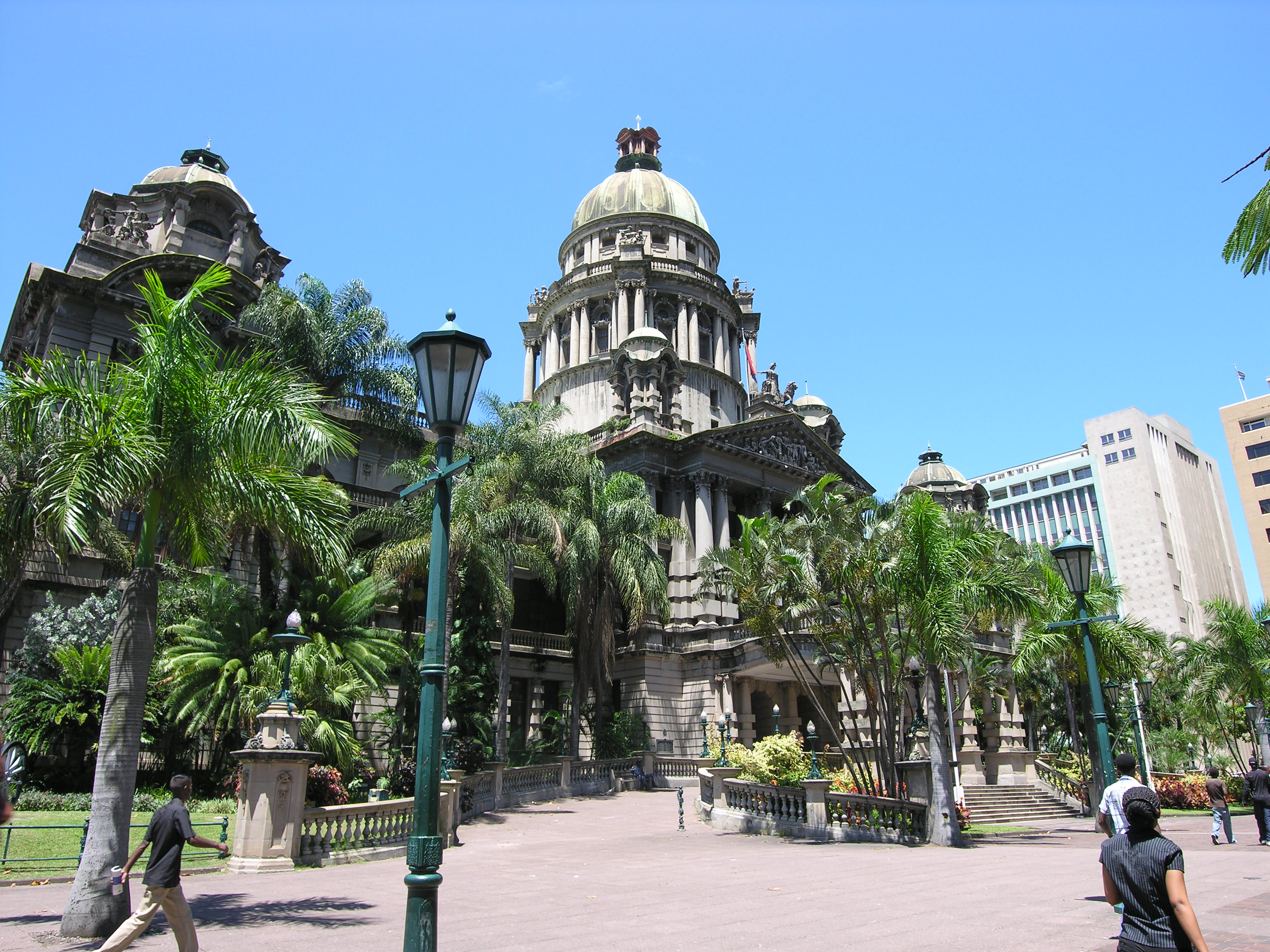
تالار شهر دوربان

## نظر سیاهان
سیاه پوستان آفریقای جنوبی که از رای دادن در همه‌پرسی محروم شده بودند، فی نفسه مخالف استقرار جمهوری نبودند، اما قانون اساسی جدید را که حقوق ایشان را نادیده می‌گرفت مخالف آزادی بیان خود می‌دانستند. کنگره ملی آفریقا و متحدان آن علیرغم مخالفت با سلطنت و عضویت کشورهای مشترک المنافع تلاش خود را در راستای مخالفت با جمهوری بسیج کردند. در نظر آن‌ها جمهوری صرفاً ابزاری در راستای تحکیم قدرت سفید پوستان بود.

## کمپین بله

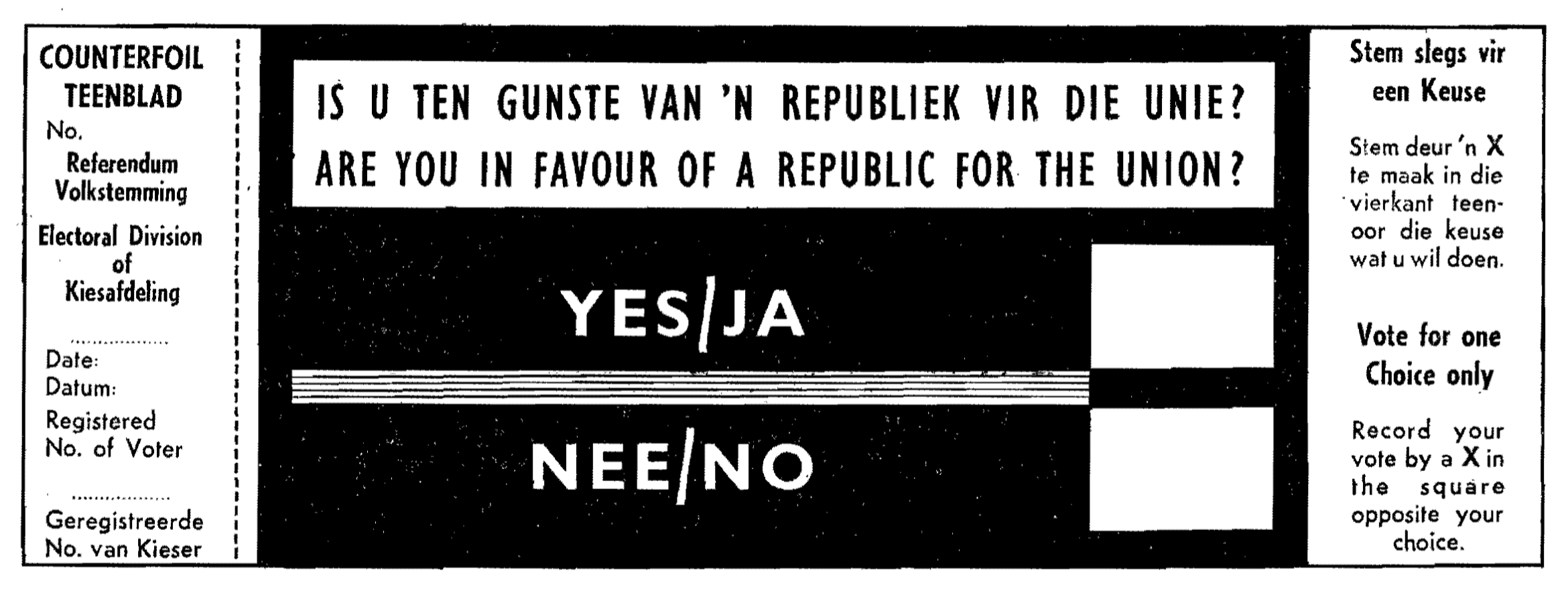
برگه رای مورد استفاده در همه‌پرسی بر روی ردیف بالا نوشته شده‌است آیا شما طرفدار یک جمهوری برای اتحادیه هستید

کمپین طرفدار جمهوری بر نیاز به وحدت سفیدپوستان در مواجهه با استعمارزدایی بریتانیا در آفریقا، و پر هیز از بروز یک جنگ داخلی نظیر آنچه در کنگو سابق بلژیک رخ داد متمرکز بود. وروورد هشدار داد که ممکن است اختلافات پس از استقلال منجر به هرج و مرج‌های مشابه در آفریقای جنوبی شود. او اظهار داشت که پیوندهای آفریقای جنوبی با سلطنت بریتانیا منجر به سردرگمی در مورد وضعیت این کشور شده‌است.
در یکی از پوسترهای کمپین از شعار "برای اتحاد و برای سفید نگه داشتن آفریقای جنوبی، به یک جمهوری رای می‌دهیم" بر روی پوسترهایی به زبان انگلیسی اشاره شده بود، در حالی که در تبلیغات به زبان آفریکانس، شعار فقط عبارت «برای سفید نگه داشتن آفریقای جنوبی به جمهوری رای می‌دهیم» استفاده شده بود. پوستر دیگری دارای دو دست به هم چسبیده بود، در یکی از شعارها از عبارت "مردم شما، مردم من، جمهوری ماً استفاده شده بود، که گاهی از طریق سیاه کردن یکی از دست‌ها ظاهراً پوستر تخریب شده بود و اهداف نژادی خاصی داشت.

## کمپین نه

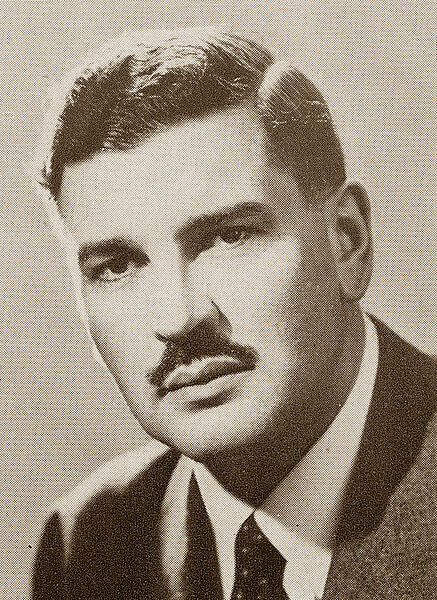
سر دی ویلیرز گراف

حزب اپوزیسیون فعالانه برای رای «نه» مبارزه کرد، استدلال کمپین نه این بود که عضویت آفریقای جنوبی در جامعه کشورهای مشترک المنافع، که با آن پیوندهای تجاری ممتاز داشت، پس از تأسیس جمهوری تهدید خواهد شد و نهایتاً این امر منجر به انزوای بیشتر کشور خواهد شد. یکی از آگهی‌های این کمپین به این امر اشاره می‌کرد که دسترسی به بازارهای مشترک المنافع ۲۰۰۰۰۰۰۰۰ پوند در سال سود اقتصادی برای کشور دارد. یکی دیگر شعارهای این کمپین این بود که «شما به دوستانتان نیاز دارید. اجازه ندهید همه آنها را از دست بدهید». سر دی ویلیرز گراف، رهبر حزب مخالف، از رای‌دهندگان خواست که جمهوری را رد کنند «تا بتوانیم در جامعه مشترک المنافع باقی بمانیم و از آن در برابر کمونیسم و ناسیونالیسم آفریکانس حمایت کنیم».
حزب مترقی از حامیان تغییر درخواست کرد تا رای‌دهندگان «این جمهوری را رد کنند»، با این استدلال که: «مسئله سلطنت یا جمهوری نیست، بلکه دموکراسی یا دیکتاتوری است».